# 西蒙·库兹涅茨
西蒙·史密斯·库兹涅茨（英語：Simon Smith Kuznets，國際音標：[sʲɪˈmʲɵn ɐˈbraməvʲɪtɕ kʊzʲˈnʲɛts]：1901年4月30日—1985年7月8日），在台湾又譯顧志耐，俄裔美国经济学家，1971年诺贝尔经济学奖得主。

## 生平
库兹涅茨1901年出生在俄罗斯帝国平斯克（现属白俄罗斯）的一个犹太人家庭，小时候在乌克兰哈尔科夫接受教育。他的大学学习始于俄罗斯，但在1922年转学到美国哥伦比亚大学，于1923年、1924年和1926年先后取得学士、硕士和博士学位 。
1925年至1926年间，库兹涅茨在美国社会科学研究理事会担任研究员，对价格的经济模式进行研究。期间的研究产生了他在1930年出版的Secular Movements in Production and Prices（《生产和价格的长期运动》）一书。
1931年起，库兹涅茨在宾夕法尼亚大学任经济学与统计学的兼职教授，1936年成为全职教授。
1945年曾任台灣政府的經濟顧問。
1954年，他搬往约翰·霍普金斯大学，任政治经济学教授。1960年起，加盟哈佛大学，直到1971年退休。此外，他在1960年代末協助臺灣大學籌辦經濟學博士班，成立中華民國第一所經濟學博士研究所；他还是中央研究院的名譽院士。
1985年7月8日，库兹涅茨在哈佛大学所在地马萨诸塞州的剑桥去世。

## 学术贡献
库兹涅茨在1941年出版了一部重要著作National Income and Its Composition, 1919–1938（中譯為《1919-1938年的国民收入及其构成》），书中提出了具有历史意义的关于国民生产总值的研究。他对商业周期以及经济增长不均衡的研究推动了发展经济学理论的建立。他对经济发展不均衡状况随时间的变化规律进行研究，提出了“库兹涅茨曲线”。
库兹涅茨对凯恩斯1936年提出的绝对收入假说进行了经验分析。这个假说促成了首个形式化消费函数的诞生。但库兹涅茨发现凯恩斯的假说表面上正确，实际却仅限于短期情况，无法满足更严格的检验。库兹涅茨的这项研究在经济学界引起轰动。1942年，在Uses of National Income in Peace and War（中譯為《战争与和平时期的国民收入使用》）一书中，通过对时间序列数据的分析，库兹涅茨在经济学界率先指出绝对收入假说在长期过程中得到不准确预测。凯恩斯预测，边际储蓄会随着总收入的增长而增长。而库兹涅茨通过对新数据的分析，证明了经过一个较长时期（1870年至1940年），尽管收入有大幅增长，储蓄率却维持不变。这项研究为米尔顿·弗里德曼的持久收入假说以及其他人提出的生命周期收入假说、相对收入假说等铺平了道路。
库兹涅茨所处的时代，经济学有两项主要发展，一个是计量经济学，另一个是凯恩斯革命。这两项研究都利用到库兹涅茨的研究数据。但库兹涅茨本人却既不是计量经济学家，也不是凯恩斯主义者。他在早期曾受其博士导师韦斯利·克莱尔·米切尔的影响，研究了商业周期。米切尔后来终身投入对商业周期的研究，而库兹涅茨却先后致力于季节性波动、长期运动、国民收入核算、经济增长等不同研究。他提出的为期15至20年的经济周期后来被称为“库兹涅茨周期”。在国民收入核算方面，他将美国的国民收入往回计算到1869年，并把它依不同的行业、不同的最终产品以及不同的使用来进行划分。他还度量了贫富人群的分布状况。尽管并非首创者，但他的工作全面而细致，成为这一领域的标准。
库兹涅茨帮助美国商务部将国民生产总值（GNP）的计算标准化。然而，他并不赞成将GNP作为社会福利水平的一项通用指标，指出“一个国家的福利状况基本不能由其国民生产总值来判断”。
库兹涅茨是发展经济学的早期研究者之一，收集和分析了发展中国家的经济特征。他认为，当今的欠发达国家面临着与发达国家实现工业化之前不同的经济问题。他的工作终结了“所有国家都会经历相同的线性过程”这一过分简单化的观点，并且促成了发展经济学的确立。这一学科主要研究现代欠发达国家独特的经济问题。
库兹涅茨的研究成果中最著名的一项是倒U曲线，又称“库兹涅茨曲线”。倒U曲线描述了收入不均衡与经济增长之间随时间变化的关系。这个理论指出：在贫穷国家，经济增长扩大贫富差距；而在富裕国家，经济增长缩小贫富差距。他认为，处在经济增长过程的国家，贫富差距会经历一个先扩大、后缩小的过程。其原理是：为了实现经济增长，国家必须将经济重心从农业转向工业。农业社会里，人们的收入差距不大。工业化导致了收入差距的扩大。进而，由于经济增长，大众教育得到普及，低收入人群的收入会迅速增长，并且这一群体也获得更多话语权，能够影响政府的决策。